# アメリカン・インターナショナル・ビルディング

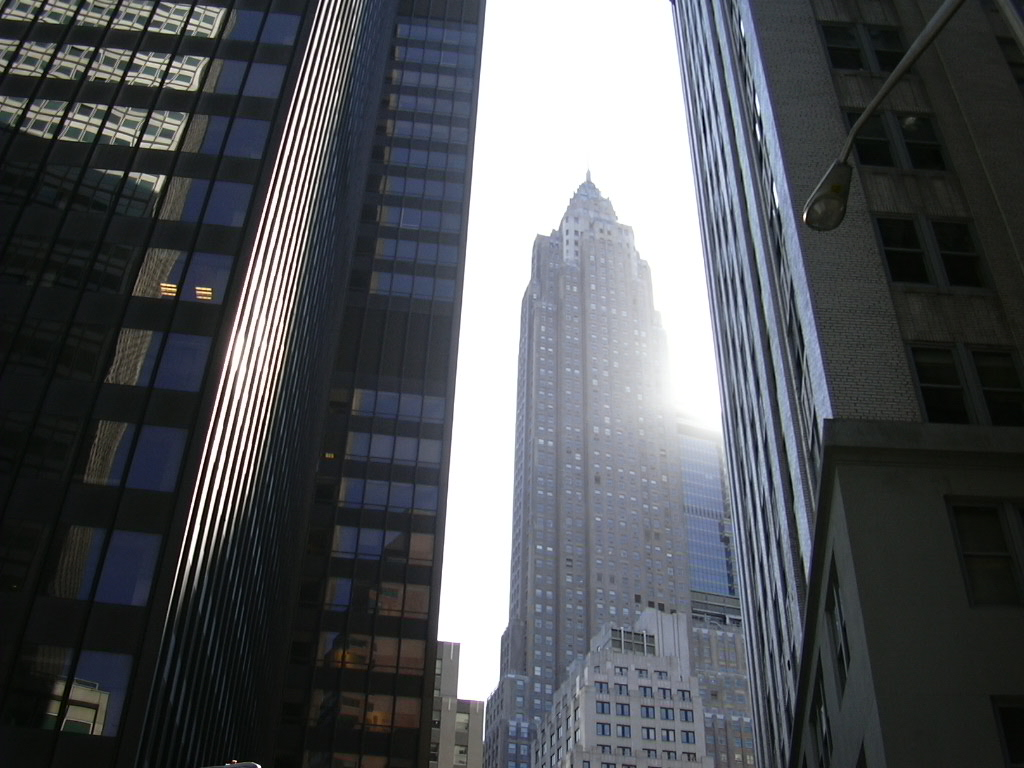
アメリカン・インターナショナル・ビル

アメリカン・インターナショナル・ビル (American International Building) は、アメリカ合衆国ニューヨーク市マンハッタン区フィナンシャル・ディストリクトにある超高層ビルである。

## 概要
このビルの高さは、地上66階建、290メートル（952フィート）である。竣工は超高層ビルの高さ競争最盛期である1932年。当時最も人気の高かったアールデコ様式のビルに、ゴシック様式をモチーフとした尖塔状の頭頂部を持つという意匠を採用している。完成当時は、エンパイア・ステート・ビルディング、クライスラー・ビルディングに次いで、世界で三番目に高いビルだった。1970年、世界貿易センタービルが完成するまでは、ダウンタウン・マンハッタンで最も高い建築物であり、2001年のアメリカ同時多発テロ事件にて、その座を取り戻すこととなった。現在、ニューヨーク市で9番目に高い建築物となっている。
呼称としては、「アメリカン・インターナショナル (American International) 」とされることが多い。以前はシティーズ・サービス・カンパニー（Cities Service Company、現シットゴー）の所有であったので、「シティーズ・サービス・ビル (Cities Service Building) 」と呼ばれていた。シティーズ・サービスは、本社をオクラホマ州タルサに移転する際、当ビルをAIGに売却。現在はAIGの所有であり、同社の世界本社として使用されているが、シティーズ・サービスもテナントとして事務所を置いている。
ライムストーンで覆われたこのビルにおいて、最も目を引く特徴は、雪がかぶったように見える、その頭頂部である。66階にあるガラスの展望台からはダウンタウンが一望できるが、現在、AIGの従業員以外の入場はできなくなっている。

## 二階建てエレベータ
当ビルでは竣工当初、二つの階に同時にアクセスできる、二階建エレベータを採用していた。小さな建築面積の中、エレベータシャフトの本数を削減しながらも、十分な垂直輸送量を確保するためであったが、評判は芳しくなく、間もなく撤去された。ところがシティーズ・サービスは1970年代に同じアイディアを再び採用している。

## 登場する映画
- スパイダーマン（ただし、脚本の都合上、ミッドタウンのビルとして登場する。）
- オリバー ニューヨーク子猫ものがたり
- ギャング・オブ・ニューヨーク（U2が演奏するエンディングにのみ登場。）
- アルマゲドン (映画)
- Aftershock: Earthquake in New York
- スカイキャプテン ワールド・オブ・トゥモロー
- Twin Towers (film)
- インデペンデンス・デイ
- チーム★アメリカ/ワールドポリス